# Дубичі Церковні (гміна)
Гміна Дубичі Церковні (пол. Gmina Dubicze Cerkiewne) — сільська гміна у східній Польщі. Належить до Гайнівського повіту Підляського воєводства.
Станом на 31 грудня 2011 у гміні проживало 1743 особи.

## Територія
Згідно з даними за 2007 рік площа гміни становила 151.19 км², у тому числі:
- орні землі: 46.00%
- ліси: 45.00%

Отже площа гміни становить 9.31% площі повіту.

## Населення
Станом на 31 грудня 2011:
| Опис     | Загалом | Загалом | Чоловіки | Чоловіки | Жінки | Жінки |
| -------- | ------- | ------- | -------- | -------- | ----- | ----- |
| одиниця  | осіб    | %       | осіб     | %        | осіб  | %     |
| все      | 1743    | 100     | 870      | 49.91    | 873   | 50.09 |
| міське   | 0       | 100     | 0        |          | 0     |       |
| сільське | 1743    | 100     | 870      | 49.91    | 873   | 50.09 |

## Сусідні гміни
Гміна Дубичі Церковні межує з такими гмінами: Гайнівка, Кліщелі, Орля, Чижі.